# Кержемокский сельсовет
Кержемокский сельсовет — сельское поселение в составе Шатковского района Нижегородской области.
Административный центр — село Кержемок.

## История
Статус и границы сельского поселения установлены Законом Нижегородской области от 15 июня 2004 года № 60-З «О наделении муниципальных образований — городов, рабочих посёлков и сельсоветов Нижегородской области статусом городского, сельского поселения».
Законом Нижегородской области от 11 августа 2009 года № 116-З сельские поселения Кержемокский сельсовет и Спасский сельсовет объединены в сельское поселение Кержемокский сельсовет.

## Население
| 2002  | 2010  | 2012  | 2013  | 2014  | 2015  | 2016  |
| ----- | ----- | ----- | ----- | ----- | ----- | ----- |
| 1546  | ↘1376 | ↘1350 | ↘1329 | ↘1313 | ↘1277 | ↘1249 |
| 2017  | 2018  | 2019  | 2020  | 2021  |       |       |
| ↗1251 | ↘1230 | ↘1187 | ↘1141 | ↘1048 |       |       |

## Состав сельского поселения
| № | Населённый пункт | Тип населённого пункта       | Население |
| - | ---------------- | ---------------------------- | --------- |
| 1 | Александровский  | посёлок                      | ↘2        |
| 2 | Быков Майдан     | село                         | ↘40       |
| 3 | Кержемок         | село, административный центр | ↗689      |
| 4 | Красная Горка    | посёлок                      | →0        |
| 5 | Красные Выселки  | деревня                      | ↗39       |
| 6 | Мисюриха         | село                         | ↘14       |
| 7 | Свободный Труд   | посёлок                      | ↘83       |
| 8 | Спасское         | село                         | ↘397      |
| 9 | Трянгуши         | деревня                      | ↘112      |